# Lough Lurgeen Bog/Glenamaddy Turlough SAC
Lough Lurgeen Bog/Glenamaddy Turlough SAC este o arie protejată (arie specială de conservare — SAC, sit de importanță comunitară — SCI) din Irlanda întinsă pe o suprafață de 1.148,88 ha, integral pe uscat.

## Localizare
Centrul sitului Lough Lurgeen Bog/Glenamaddy Turlough SAC este situat la coordonatele 53°35′06″N 8°31′37″W / 53.58497°N 8.526829°V.

## Înființare
Situl Lough Lurgeen Bog/Glenamaddy Turlough SAC a fost declarat sit de importanță comunitară în noiembrie 1997 pentru a proteja 7 specii de animale. Situl a fost protejat și ca arie specială de conservare în decembrie 2021.

## Biodiversitate
Situată în ecoregiunea atlantică, aria protejată conține 5 habitate naturale: Turlough, Râuri cu maluri nămoloase cu vegetație de Chenopodion rubri p.p. și Bidention p.p., Turbării active, Mlaștini oligotrofe degradate, capabile încă de regenerare naturală, Depresiuni pe substraturi de turbă de Rhynchosporion.
La baza desemnării sitului se află mai multe specii protejate de  păsări (7): rață lingurar (Anas clypeata), rață pitică (Anas crecca), rață fluierătoare (Anas penelope), rață mare (Anas platyrhynchos), Anser albifrons flavirostris, Cygnus columbianus bewickii, lebădă de iarnă (Cygnus cygnus).
Pe lângă speciile protejate, pe teritoriul sitului au mai fost identificate 1 specie de plante.